# Перехід Іспанії до демократії
Перехід Іспанії до демократії, відомий в Іспанії як la Transición (IPA: [la tɾansiˈθjon]; «Перехідний період») або la Transición española («Перехідний період до Іспанії») — це період сучасної історії Іспанії, який охоплює зміну режиму, яка перейшла від диктатури франкістів до консолідації парламентської системи у формі конституційної монархії під керівництвом Хуана Карлоса I.
На думку вчених, процес демократизації розпочався після смерті диктатора Франциско Франко, у листопаді 1975 року. Історики не погоджуються щодо точної дати завершення переходу: одні кажуть, що він завершився після загальних виборів 1977 року, а інші вважають, що це сталося пізніше, коли було затверджено Конституцію 1978 року. Інші вважають, що це сталось після невдалої спроби державного перевороту 1981 року. Кажуть, що перехідний період закінчився першою мирною передачею виконавчої влади після перемоги Іспанської соціалістичної робітничої партії (PSOE) на загальних виборах 1982 року.

## Політична роль Хуана Карлоса I

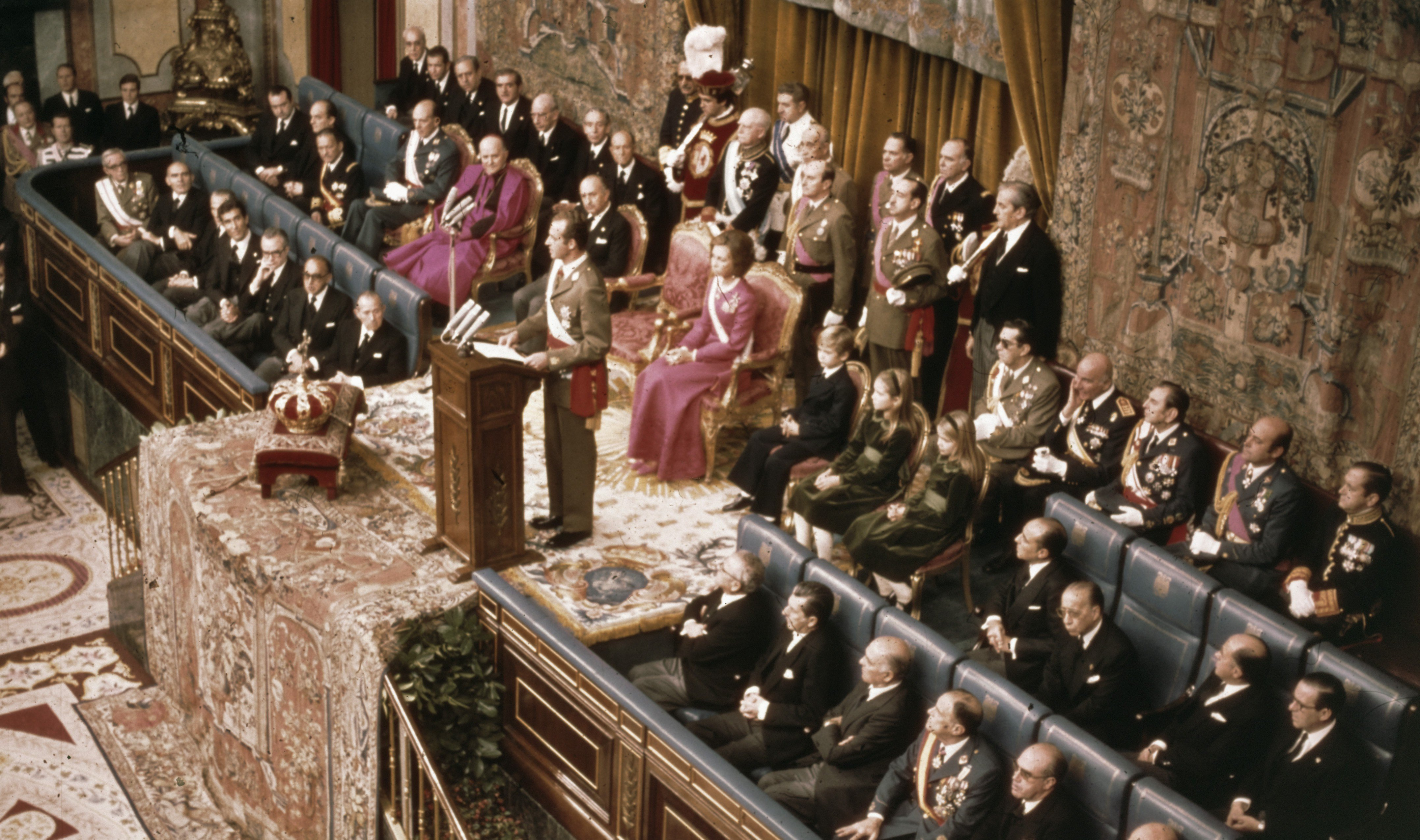
Хуан Карлос I перед Кортесами Іспанії під час проголошення його королем 22 листопада 1975 року

Генерал Франсіско Франко прийшов до влади в 1939 році після громадянської війни в Іспанії (1936–1939) і правив як диктатор до своєї смерті в 1975 році. У 1969 році він призначив принца Хуана Карлоса, онука останнього короля Іспанії Альфонсо XIII, своїм офіційним наступником. Протягом наступних шести років принц Хуан Карлос спочатку залишався на задньому плані під час публічних виступів і, здавалося, був готовий піти по стопах Франко. Проте, прийшовши до влади як король Іспанії, він сприяв розвитку конституційної монархії, як його батько, дон Хуан де Борбон, відстоював з 1946 року.
Перехід був амбітним планом, який розраховував на широку підтримку як в Іспанії, так і за її межами. Західні уряди на чолі зі Сполученими Штатами тепер виступали за іспанську конституційну монархію, як і багато іспанських та міжнародних ліберальних капіталістів.
Тим не менш, перехід виявився складним, оскільки привид громадянської війни все ще переслідував Іспанію. Крайні праві франкісти користувалися значною підтримкою в іспанській армії, а ліві не довіряли королю, який завдячував своїм становищем Франко. Щоб перехід був успішним, армія повинна була утриматися від втручання в політичний процес від імені франкістських елементів в рамках існуючого уряду, тоді як ліва опозиція повинна була стримувати свої найбільш радикальні елементи від провокацій.

## Уряд Карлоса Аріаса Наварро (листопад 1975 – липень 1976)

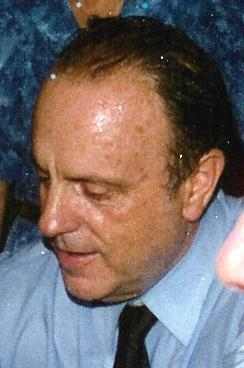
Мануель Фрага Ірібарн, найважливіший міністр уряду Аріаса Наварро

Король спочатку не призначав нового прем'єр-міністра, залишивши на місці чинного главу уряду при Франко Карлоса Аріаса Наварро. Аріас Наварро спочатку не планував реформувати франкістський режим; у Національній раді руху, дорадчій асамблеї правлячої партії FET y de las JONS (Falange) та інших груп Національного руху, він заявив, що метою його уряду є спадкоємність франкізму через «демократію в Іспанський шлях» (ісп. democracia a la española). Він вважав, що політичні зміни мають бути обмеженими: він доручить парламенту, Cortes Españolas, «оновити наші закони та установи так, як того хотів би Франко».
Програма реформ, прийнята урядом, була запропонованою Мануелем Фрагою, відкидаючи план Антоніо Гаррігеса щодо обрання установчих зборів. Програма Фраги була спрямована на досягнення «ліберальної демократії», яка була б «порівнянною з рештою західноєвропейських країн» через «поступовий і контрольований процес», через низку реформ псевдоконституційних Основних законів Королівства. Тому його пропозицію охрестили «реформою в безперервності», а його підтримали переважно ті, хто захищав франкістську соціологічну модель.
Для того, щоб реформа була успішною, вона мала заручитися підтримкою жорсткої франкістської фракції, відомої як Búnker, який мав значну присутність у Кортесах і Національній раді Руху, двох інституціях, які мали б зрештою затвердити реформи Основних законів. Їй також довелося заручитися підтримкою в збройних силах та в Іспанській організації праці. Також потрібно було заспокоїти демократичну опозицію франкізму. Підхід до дисидентів полягав у тому, що вони не будуть частиною процесу реформ, але їм буде дозволено брати участь у політичному житті в цілому, за винятком Комуністичної партії Іспанії (Partido Comunista de España , PCE). Ця консервативна реформа була частково натхненна історичним періодом напівдемократичної Реставрації Бурбонів (1876–1931) і була піддана критиці за неврахування тогочасних суспільно-політичних обставин.

## Перший уряд Адольфо Суареса (липень 1976 – червень 1977)

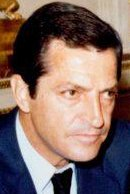
Адольфо Суарес у 1980 році

Торкуато Фернандес-Міранда, президент Ради Королівства, включив Адольфо Суареса до списку з трьох кандидатів короля Хуана Карлоса, щоб стати новим главою уряду, замінивши Аріаса Наварро. Король обрав Суареса, тому що він відчував, що зможе впоратися з викликом складного політичного процесу, який чекав попереду: переконати Кортеси, які складалися з призначених франкістських політиків, демонтувати систему Франко. Таким чином він формально діяв би в рамках франкістської правової системи і таким чином уникав перспективи військового втручання в політичний процес. Суарес був призначений 138-м прем'єр-міністром Іспанії Хуаном Карлосом 3 липня 1976 року, чому, враховуючи його франкістське минуле, спротивилися ліві та деякі центристи.
Як прем’єр-міністр Суарес швидко представив чітку політичну програму, засновану на двох пунктах:
- Розробка Закону про політичну реформу, який після схвалення Кортесами та іспанською громадськістю на референдумі відкрив би установчий процес для створення ліберальної демократії в Іспанії.
- Заклик до проведення демократичних виборів у червні 1977 року для обрання Кортесів, яким доручено розробити нову демократичну конституцію

Ця програма була чіткою і недвозначною, але її реалізація перевірила політичну спроможність Суареса. Йому довелося переконати як опозицію взяти участь у його плані, так і армію, щоб процес йшов безперервно, і водночас потрібно було взяти ситуацію в Країні Басків під контроль.
Незважаючи на ці труднощі, проект Суареса було реалізовано без затримок між липнем 1976 року та червнем 1977 року. За цей короткий проміжок часу йому довелося діяти на багатьох фронтах, щоб досягти своїх цілей.

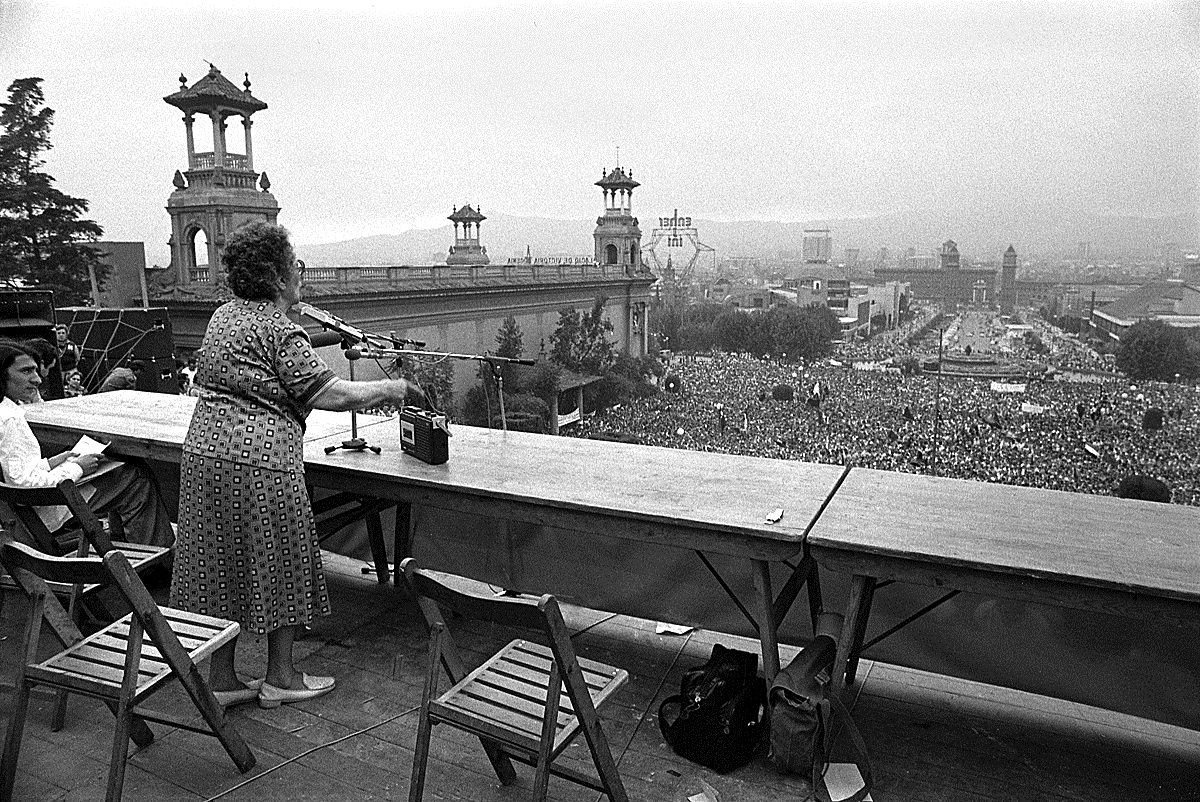
Федеріка Монцені виступає на зустрічі CNT у Барселоні в 1977 році, після 36 років вигнання

Проект Закону про політичну реформу (Ley para la Reforma Política) був написаний Торкуато Фернандесом-Мірандою, спікером Кортесів, який передав його уряду Суареса в липні 1976 року. Проект був схвалений урядом Суареса у вересні 1976 року. Щоб відкрити двері для парламентської демократії в Іспанії, це законодавство не могло просто створити нову політичну систему, усунувши перешкоди, створені режимом Франко проти демократії: воно мало ліквідувати франкістську систему через самі франкістські Кортеси. Кортеси під головуванням Фернандеса-Міранди обговорювали цей закон протягом листопада; він остаточно схвалив його 425 голосами «за», 59 «проти» і 13 утрималися.
Уряд Суареса намагався отримати подальшу легітимність змін через народний референдум. 15 грудня 1976 року при рівні участі 77,72% 94% виборців підтримали зміни. З цього моменту можна було розпочати виборчий процес (друга частина програми Суареса), який мав би служити для обрання членів Установчих кортесів, органу, який мав відповідати за створення демократичної конституції.

## Перші вибори та проект Конституції

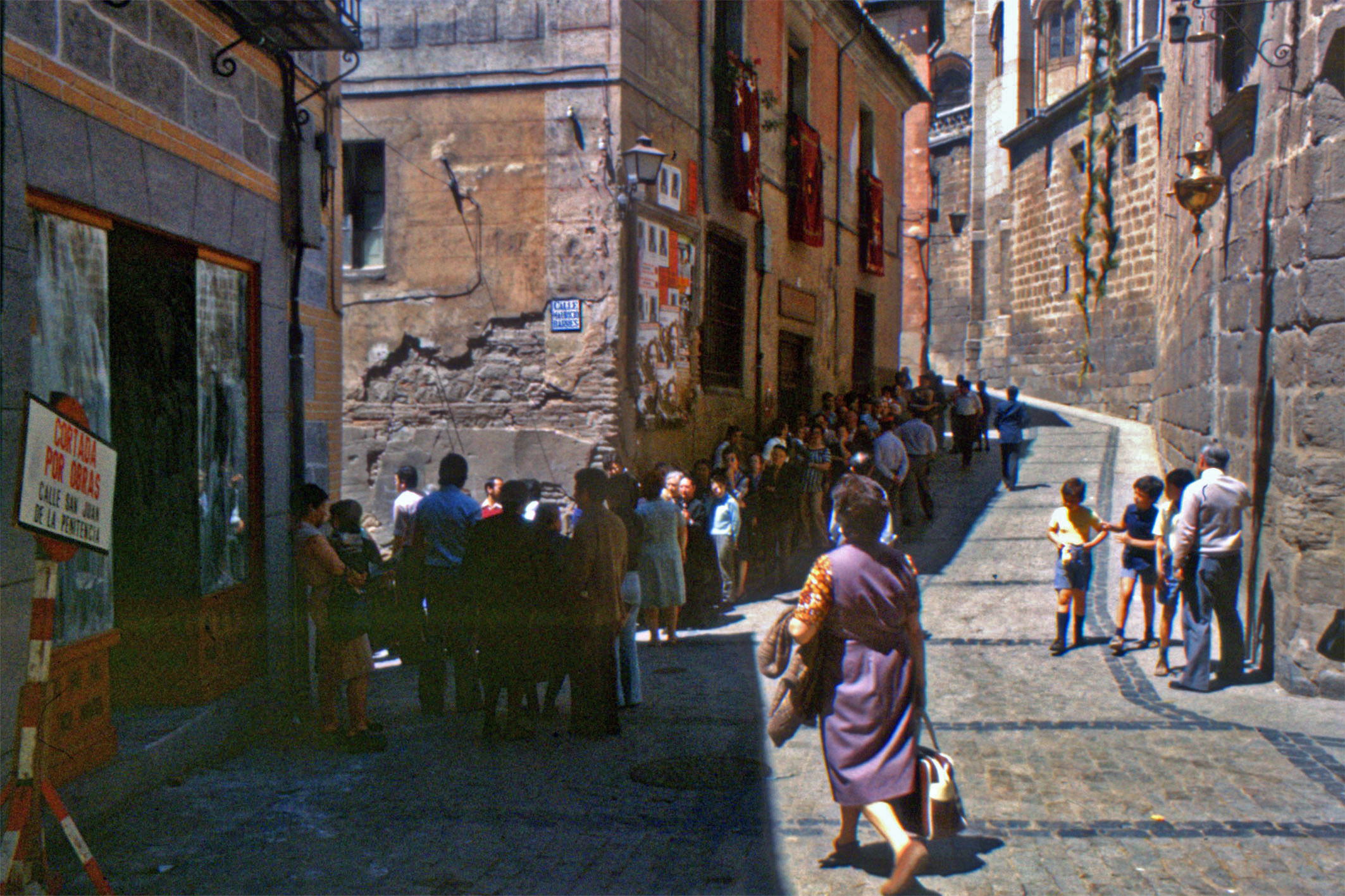
Люди очікують голосування на загальних виборах 1977 року, перших вільних виборах з 1936 року.

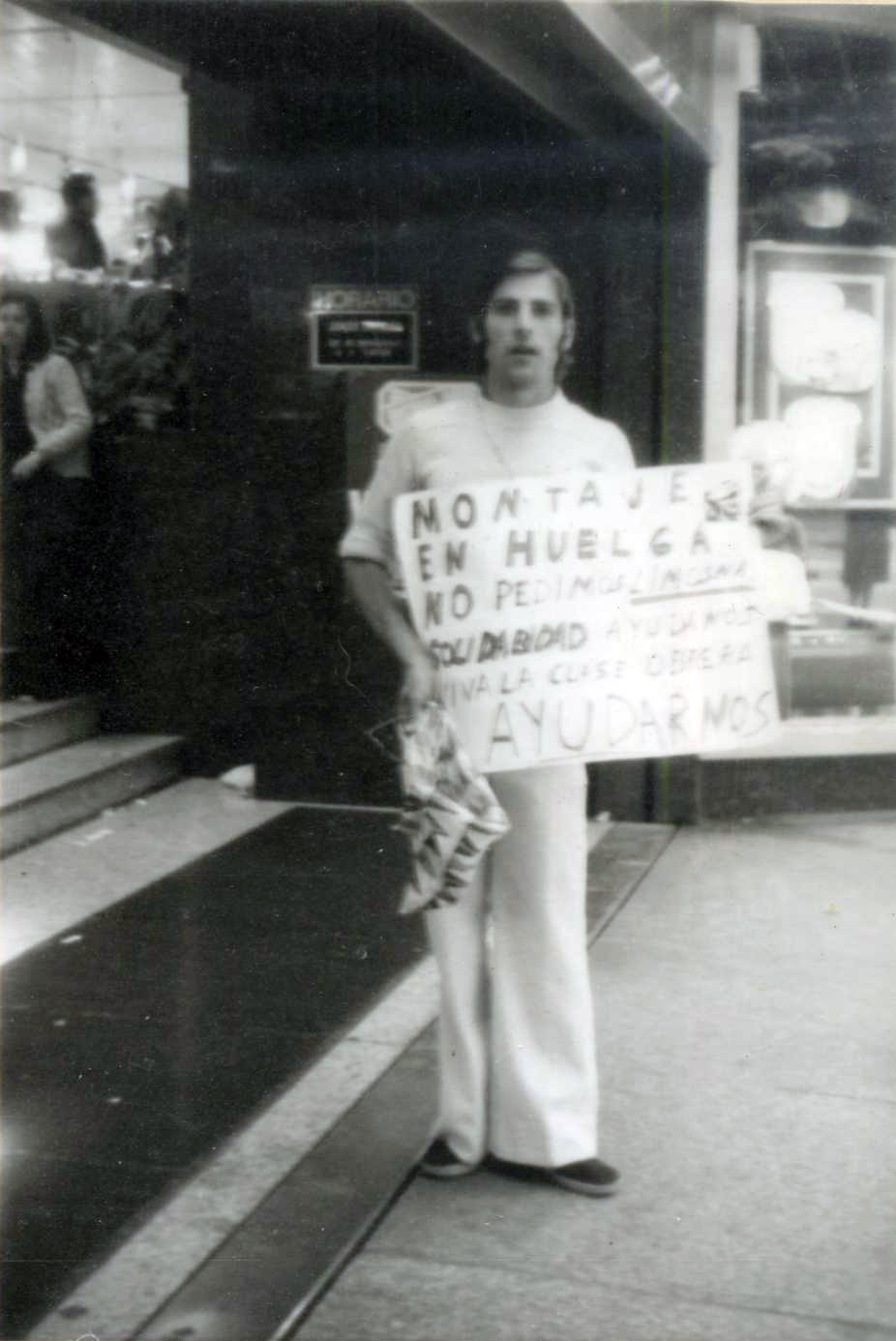
Постраждалі від відкладеної рецесії 1973–1975 років, робітники вийшли на страйк по всій Іспанії. Цей чоловік просить внески для страйкарів монтажного сектору Біскайя в 1977 році.

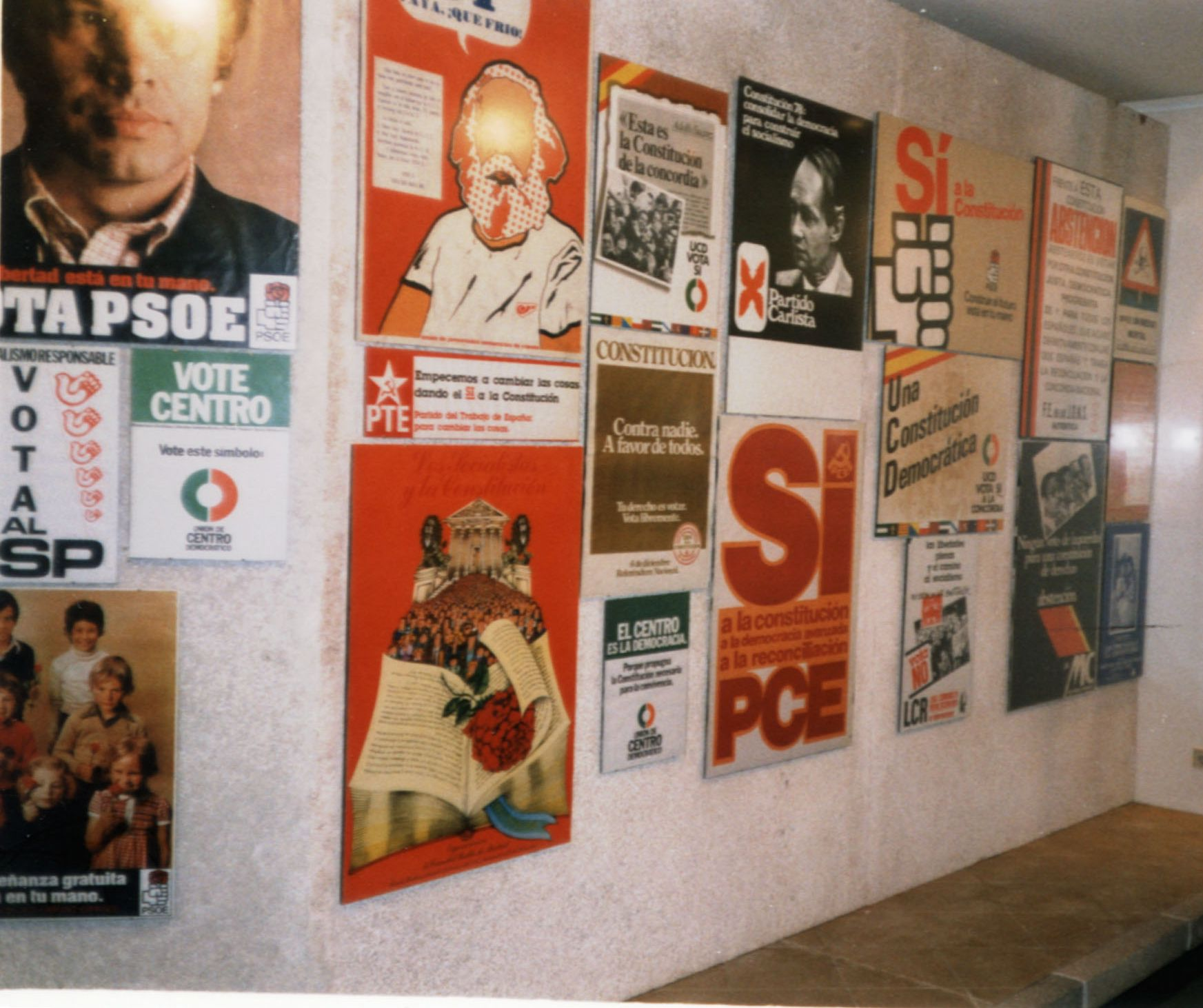
Політичні плакати на виставці, присвяченій 20-річчю Конституції Іспанії 1978 року

Вибори, що відбулися 15 червня 1977 року, підтвердили існування чотирьох важливих політичних сил на національному рівні. Голоси розподілилися таким чином:
- Союз демократичного центру (UCD, Union de Centro Democrático ): 34,61%
- Іспанська соціалістична робітнича партія (PSOE, Partido Socialista Obrero Español ): 29,27%
- Комуністична партія Іспанії (PCE, Partido Comunista de España ): 9,38%
- Народний альянс (AP, Alianza Popular ): 8,33% [10]

З успіхом Баскської націоналістичної партії (баскська: EAJ, Euzko Alderdi Jeltzalea; іспанська: PNV, Partido Nacionalista Vasco) та Демократичний пакт для Каталонії (PDC, Pacte Democrátic per Catalunya) у відповідних регіонах, націоналістичні партії також почали демонструвати свою політичну силу на цих виборах.
У середині 1977 року Установчі кортеси (обраний парламент Іспанії) почали розробляти конституцію. У 1978 році було ухвалено Пакт Монклоа: угода між політиками, політичними партіями та профспілками щодо планування управління економікою під час перехідного періоду. Конституція Іспанії 1978 року була схвалена на референдумі 6 грудня 1978 року.

## Уряди UCD
Партія прем'єр-міністра Адольфо Суареса, UCD, отримала більшість, але не абсолютну більшість, як на виборах у червні 1977 року, так і в березні 1979 року. Для здійснення влади УХД мала створити парламентські коаліції з іншими політичними партіями. Починаючи з 1979 року, уряд витратив багато часу на те, щоб утримати разом численні фракції в самій партії, а також їхні коаліції. У 1980 році уряд Суареса здебільшого досяг своєї мети щодо переходу до демократії, і йому бракувало подальшої чіткої програми. Багато членів UCD були досить консервативними і не хотіли подальших змін. Наприклад, законопроект про легалізацію розлучення викликав багато суперечок всередині UCD, незважаючи на підтримку більшості населення.  Коаліція UCD розпалася.
Зіткнення між кількома фракціями всередині партії підірвали авторитет Суареса та його роль лідера. Напруга спалахнула в 1981 році: Суарес пішов у відставку з посади глави уряду, і Леопольдо Кальво Сотело було призначено спочатку очолити новий кабінет, а пізніше — президентство UCD; соціал-демократи на чолі з Франциско Фернандесом Ордоньєсом вийшли з коаліції, пізніше приєднавшись до PSOE, тоді як християнські демократи залишили коаліцію, щоб сформувати Народно-демократичну партію.

## Перший уряд Феліпе Гонсалеса (1982–1986)
Кальво Сотело розпустив парламент і призначив вибори в жовтні 1982 року. На виборах 1979 року UCD досягла більшості, але в 1982 році вона зазнала вражаючої поразки, отримавши лише 11 місць у парламенті. Вибори 1982 року дали абсолютну більшість PSOE, яка вже витратила багато років на підготовку іміджу альтернативного уряду.
На 28-му конгресі PSOE у травні 1979 року генеральний секретар Феліпе Гонсалес пішов у відставку, замість того, щоб об’єднатися з сильними революційними елементами, які, здавалося, домінували в партії. У вересні того ж року було скликано спеціальний з’їзд, на якому партія перебудувалась на більш помірковані лінії, відмовившись від Марксизму та дозволивши Гонсалесу знову взяти на себе керівництво.
Упродовж 1982 р. PSOE підтверджувала свою помірковану орієнтацію та залучала соціал-демократів, які щойно відкололися від UCD.
Отримання абсолютної більшості в парламенті на двох виборах поспіль (1982 і 1986 рр .) і рівно половини місць у 1989 р. дозволило PSOE приймати закони та керувати, не укладаючи пактів з іншими парламентськими політичними силами. Таким чином, PSOE міг приймати закони для досягнення цілей своєї політичної програми, « el cambio » («зміна»). У той же час PSOE очолив багато місцевих і регіональних адміністрацій. Ця комфортна політична більшість дозволила PSOE дати країні тривалий період спокою та стабільності після напружених років перехідного періоду.